# Gran Premio motociclistico del Belgio 1974
Il Gran Premio motociclistico del Belgio fu il settimo appuntamento del motomondiale 1974.
Si svolse il 7 luglio 1974 sul Circuito di Spa-Francorchamps. Corsero tutte le classi tranne, come d'abitudine, la 350.
In 500 Phil Read non ebbe problemi a battere un Giacomo Agostini decisamente sottotono e alle prese con la nuova Yamaha OW23; solo decimo a causa di problemi alla frizione Gianfranco Bonera, che dovette lasciare la testa della classifica iridata all'inglese. Durante le prove l'MV Agusta si presentò con una moto sperimentale (progettata in collaborazione con l'ing. Morelli, professore del Politecnico di Torino), dotata di vistosi spoiler anteriori e di un massiccio codone alla ruota posteriore, non usata però in gara.
Nella gara della 250 Kent Andersson battagliò per tutta la gara con Dieter Braun, Takazumi Katayama e John Dodds, uscendo vincitore dal confronto. Dietro questo gruppo si classificarono le Harley-Davidson di Michel Rougerie (5º) e Walter Villa (6º). Silvio Grassetti ebbe un incidente durante le prove del sabato, in seguito al quale fu ricoverato in gravi condizioni.
In 125 la lotta per la vittoria si restrinse ad Ángel Nieto, Kent Andersson e Bruno Kneubühler, con lo spagnolo che ottenne la sua seconda vittoria stagionale.
Gerhard Thurow vinse (a quasi quarant'anni d'età) la sua prima gara iridata, quella della 50.
Nei sidecar prima vittoria iridata per Rolf Steinhausen, che riuscì a passare Klaus Enders sul finire della gara.

## Classe 500

### Arrivati al traguardo
| Pos. | Pilota              | Moto            | Tempo     | Punti |
| ---- | ------------------- | --------------- | --------- | ----- |
| 1    | Phil Read           | MV Agusta       | 47' 47" 7 | 15    |
| 2    | Giacomo Agostini    | Yamaha          | +1' 12" 2 | 12    |
| 3    | Dieter Braun        | Yamaha          | +1' 16" 2 | 10    |
| 4    | Patrick Pons        | Yamaha          | +1' 16" 4 | 8     |
| 5    | Jack Findlay        | Suzuki          | +1' 38" 8 | 6     |
| 6    | Michel Rougerie     | Harley-Davidson | +2' 26" 4 | 5     |
| 7    | John Williams       | Yamaha          | +2' 42" 6 | 4     |
| 8    | Christian Léon      | Kawasaki        | +2' 56" 5 | 3     |
| 9    | Paul Eickelberg     | König           | +4' 53" 3 | 2     |
| 10   | Gianfranco Bonera   | MV Agusta       | +5' 14" 2 | 1     |
| 11   | Olivier Chevallier  | Yamaha          | +1 giro   |       |
| 12   | Bernard Fau         | Yamaha          | +1 giro   |       |
| 13   | Bosse Granath       | Husqvarna       | +1 giro   |       |
| 14   | François Hollebecq  | Yamaha          | +1 giro   |       |
| 15   | Charles Nies        | Yamaha          | +1 giro   |       |
| 16   | Nico van der Zanden | Yamaha          | +1 giro   |       |
| 17   | John Weeden         | Yamaha          | +1 giro   |       |
| 18   | Billie Nelson       | Yamaha          | +1 giro   |       |
| 19   | Pentti Korhonen     | Yamaha          | +2 giri   |       |

### Ritirati
| Pilota               | Moto   | Motivo ritiro      |
| -------------------- | ------ | ------------------ |
| Teuvo Länsivuori     | Yamaha |                    |
| John Dodds           | Yamaha |                    |
| Reinhard Hiller      | König  |                    |
| Hervé Regout         | Yamaha |                    |
| Barry Sheene         | Suzuki | rottura del cambio |
| Víctor Palomo        | Yamaha |                    |
| Werner Giger         | Yamaha |                    |
| Ernst Hiller         | König  |                    |
| Gary Nixon           | Suzuki |                    |
| Pierre Bosch         | Yamaha |                    |
| Alex George          | Yamaha |                    |
| Karl Auer            | Yamaha |                    |
| Philippe Chaltin     | Yamaha |                    |
| Charlie Williams     | Yamaha |                    |
| Chas Mortimer        | Yamaha |                    |
| Jean-Claude Meilland | Yamaha |                    |
| Horst Lahfeld        | König  |                    |

## Classe 250
36 piloti alla partenza, 28 al traguardo.

### Arrivati al traguardo
| Pos | Pilota             | Moto            | Tempo      | Punti |
| --- | ------------------ | --------------- | ---------- | ----- |
| 1   | Kent Andersson     | Yamaha          | 37' 59" 60 | 15    |
| 2   | Dieter Braun       | Yamaha          | +0" 02     | 12    |
| 3   | Takazumi Katayama  | Yamaha          | +0" 05     | 10    |
| 4   | John Dodds         | Yamaha          | +0" 07     | 8     |
| 5   | Michel Rougerie    | Harley-Davidson | +31" 9     | 6     |
| 6   | Walter Villa       | Harley-Davidson | +32" 1     | 5     |
| 7   | Patrick Pons       | Yamaha          | +46" 8     | 4     |
| 8   | Tom Herron         | Yamaha          | +1' 08" 5  | 3     |
| 9   | John Williams      | Yamaha          | +1' 08" 8  | 2     |
| 10  | Pentti Korhonen    | Yamaha          | +1' 09" 1  | 1     |
| 11  | Paolo Pileri       | Yamaha          | +1' 10" 1  |       |
| 12  | Gérard Choukroun   | Yamaha          | +1' 37" 1  |       |
| 13  | Charlie Williams   | Maxton-Yamaha   | +1' 41" 9  |       |
| 14  | John Weeden        | Yamaha          | +1' 45" 8  |       |
| 15  | Olivier Chevallier | Yamaha          | +1' 46" 6  |       |
| 16  | Bernard Fau        | Yamaha          | +1' 47" 8  |       |
| 17  | Rolf Minhoff       | Maico           | +1' 48" 0  |       |
| 18  | Billie Nelson      | Yamaha          | +1' 54" 9  |       |

## Classe 125
27 piloti alla partenza, 19 al traguardo.

### Arrivati al traguardo
| Pos | Pilota            | Moto       | Tempo     | Punti |
| --- | ----------------- | ---------- | --------- | ----- |
| 1   | Ángel Nieto       | Derbi      | 36' 33" 5 | 15    |
| 2   | Kent Andersson    | Yamaha     | +0" 6     | 12    |
| 3   | Bruno Kneubühler  | Yamaha     | +0" 8     | 10    |
| 4   | Harald Bartol     | Suzuki     | +1' 24" 6 | 8     |
| 5   | Otello Buscherini | Malanca    | +2' 19" 5 | 6     |
| 6   | Eugenio Lazzarini | Piovaticci | +2' 27" 8 | 5     |
| 7   | Gert Bender       | Bender     | +3' 33" 3 | 4     |
| 8   | Horst Seel        | Maico      | +3' 46" 3 | 3     |
| 9   | Rudolf Weiss      | Maico      | +4' 00" 5 | 2     |
| 10  | José Lazo         | MZ         | +4' 01" 0 | 1     |

## Classe 50
24 piloti al traguardo.

### Arrivati al traguardo
| Pos | Pilota               | Moto     | Tempo     | Punti |
| --- | -------------------- | -------- | --------- | ----- |
| 1   | Gerhard Thurow       | Kreidler | 26' 11" 6 | 15    |
| 2   | Henk van Kessel      | Kreidler | +1" 8     | 12    |
| 3   | Rudolf Kunz          | Kreidler | +40" 4    | 10    |
| 4   | Juliaan Vanzeebroeck | Kreidler | +1' 05" 1 | 8     |
| 5   | Jan Huberts          | Kreidler | +1' 07" 8 | 6     |
| 6   | Cees van Dongen      | Kreidler | +1' 16" 5 | 5     |
| 7   | Jan Bruins           | Jamathi  | +1' 17" 4 | 4     |
| 8   | Herbert Rittberger   | Kreidler | +1' 24" 8 | 3     |
| 9   | Stefan Dörflinger    | Kreidler | +1' 59" 5 | 2     |
| 10  | Ulrich Graf          | Kreidler | +1' 59" 9 | 1     |

## Classe sidecar

### Arrivati al traguardo
| Pos | Pilota                | Passeggero        | Moto         | Tempo      | Punti |
| --- | --------------------- | ----------------- | ------------ | ---------- | ----- |
| 1   | Rolf Steinhausen      | Josef Huber       | König        | 36' 00" 25 | 15    |
| 2   | Klaus Enders          | Ralf Engelhardt   | Busch-BMW    | +0" 03     | 12    |
| 3   | Werner Schwärzel      | Karl-Heinz Kleis  | König        | +1' 41" 75 | 10    |
| 4   | Mick Boddice          | David Loach       | Windle-König | +1' 27" 35 | 8     |
| 5   | Heinz Luthringshauser | Hermann Hahn      | Busch-BMW    | +1' 34" 35 | 6     |
| 6   | Otto Haller           | Erich Haselbeck   | BMW          | +1' 37" 75 | 5     |
| 7   | Michel Pourcelet      | Gérard Lecorre    | BMW          | +4' 09" 05 | 4     |
| 8   | Egon Schons           | Horst Schons      | BMW          | +4' 57" 45 | 3     |
| 9   | Georges Rozez         | Serge van Humbeck | BMW          | +1 giro    | 2     |
| 10  | Fritz Hänzi           | Erich Schmitz     | BMW          |            | 1     |
| 11  | Rudi Kurth            | Dane Rowe         | CAT-Crescent |            |       |
| 12  | Cees Smit             | Jan Smit          | Honda        | +2 giri    |       |
| 13  | Helmut Schilling      | Günter Maier      | BMW          | +3 giri    |       |